# Šluchat Bohen
Šluchat Bohen (hebrejsky: שלוחת בהן) je hora o nadmořské výšce okolo 500 metrů v centrálním Izraeli, v pohoří Judské hory.
Nachází se cca 16 kilometrů západně od centra Jeruzaléma, cca 6 kilometrů východně od města Bejt Šemeš a cca 1,5 kilometru jihovýchodně od vesnice Ksalon. Má podobu skalnatého srázu, který lemuje severní stranu údolí potoka Sorek, kterým prochází železniční trať Tel Aviv-Jeruzalém. Je pojmenován podle lokality bývalého osídlení nazvané Chirbet Bohen (situované na okraj náhorní terasy nad Sorekem. Tento pás strmých srázů lemujících severní stranu údolí Soreku pokračuje i západně odtud, kde stojí hora Har Šimšon. Na protější straně údolí je to podobný prudký sráz Šluchat Ja'ar.